# Lara Nielsen
Lara Nielsen (née le 19 décembre 1992) est une athlète australienne, spécialiste du lancer du marteau. 

## Biographie
Elle remporte la médaille de bronze du lancer du marteau lors des Jeux du Commonwealth de 2018, à Gold Coast.

## Palmarès
| Date | Compétition          | Lieu       | Résultat | Épreuve           | Marque  |
| ---- | -------------------- | ---------- | -------- | ----------------- | ------- |
| 2018 | Jeux du Commonwealth | Gold Coast | 3e       | Lancer du marteau | 65,03 m |

## Records
| Épreuve           | Marque  | Lieu   | Date            |
| ----------------- | ------- | ------ | --------------- |
| Lancer du marteau | 66,90 m | Sydney | 26 février 2017 |